# 俞集
俞集（1479年—？），字汝成，浙江紹興府新昌縣人，明朝政治人物。

## 生平
弘治十七年（1504年）甲子科浙江鄉試第八十七名舉人。正德六年（1511年）中式辛未科進士。授蠡县知县，正德八年（1513年），授長洲縣知縣。在任期間矫以质素，并躬身吃蔬菜粝米，未曾設饋贈，并縮減開支不妄用費用，在任期間百姓愛戴。正德十四年（1519年）十一月召為河南道试監察御史，十五年五月实授。十六年五月与給事中及宦查盘宣府、大同二镇钱粮。嘉靖三年（1524年）巡按江西。

## 家族
曾祖俞叔晦，封南京刑部主事；祖父俞鐸，曾任布政使；父俞溥，母呂氏。具庆下。